# Rolando Acosta
Rolando Acosta (* Asunción, Paraguay, 31 de octubre de 1986). es un futbolista Paraguayo que juega de delantero.

## Clubes
| Club                | País     | Año       |
| ------------------- | -------- | --------- |
| Guaraní             | Paraguay | 2005-2007 |
| Fernando de la Mora | Paraguay | 2008      |
| Hispano             | Honduras | 2009      |
| Fernando de la Mora | Paraguay | 2010-2011 |
| General Caballero   | Paraguay | 2012-2013 |